# Okrouhlé r

Porovnání normálního a okrouhlého r ve starém švabachu

Okrouhlé r (Ꝛꝛ) byla varianta písmena r užívaná zejména v gotických písmech. Užití této varianty r záviselo především na předcházejícím písmeni v textu, okrouhlá varianta se připojovala za písmena o, b, d, h, p, také pokud se objevila dvě r za sebou, tak druhé bylo okrouhlé. Na rozdíl od dvojice dlouhé a koncové s nebyl pravopis dvojice písmen r tak důsledně rozlišován.

## Charakteristika
Okrouhlé r se také především v jazykově latinských textech objevovalo ve spojení rc. ve smyslu etc., což vychází ze starověkého římského stenografického systému tzv. tironských not, kde znak vyjadřující et (⁊) připomínal okrouhlé r.